# Bouvincourt Communal Cemetery
Bouvincourt Communal Cemetery is een begraafplaats gelegen in de Franse plaats Bouvincourt-en-Vermandois (Somme). De militaire graven worden onderhouden door de Commonwealth War Graves Commission.
De begraafplaats telt 6 geïdentificeerde Gemenebest graven uit de Eerste Wereldoorlog.